# 安家瑶
安家瑶（1947年—），汉族，中国考古学家。第十一届全国政协委员。考古学家安志敏之女。

## 生平
担任中国社会科学院考古研究所汉唐考古研究室兼西安研究室主任。2008年，当选第十一届全国政协委员，代表社会科学界，分入第三十二组。并担任民族和宗教委员会专委。2013年獲聘中央文央館館員。